# 튀빙겐 학파
튀빙겐 학파(Tubingen School)는 독일 튀빙겐 대학교의 신학부에서 전통적 신학방법을 버리고 새로운 방법으로 헤겔의 변증법적 철학을 적용하여 신학성서를 해석하면서 붙여진 이름이다. G. C. 스토르(G. C. Storr,1746 - 1805)는 성경의 권위와 계신의 초자연적인 특징을 강조하였지만 페르디난드 크리스챤 바우어의 출현 그리고 그의 제자인 스트라우스의 강의로 인해 새로운 학풍이 형성되었다.

## 기원
페르디난드 크리스챤 바우어(Ferdinand Christian Baur, 1792년 6월 21일 - 1860년 12월)는 독일의 개신교 신학자이자 튀빙겐 학파의 창설자이자 리더였다. 헤겔의 변증법을 따라서 바우어는 제 2세기 초기 기독교는 유대주의 기독교(베드로 기독교)와 이방 기독교(바울 기독교)의 종합으로 주장하였다. 바우어의 작품은 성경 본문에 대한 에 큰 영향을 주었다. 그는 이 대학에서 신학을 수학한 후 브라우보이렌에서 역사와 언어학을 가르쳤으며, <상징과 신화(神話)>를 썼다. 초기에는 슐라이어마허의 영향 아래 있었으나 헤겔의 역사관에 의거하여 원시 그리스도교에 독자적인 해석을 내렸다. 바울서신을 헤겔의 변증법적 원리로 해석하였고 차츰 모든 신약성서에 적용시켰다. 기적과 부활, 신약성서의 역사적 사건들을 거부하게 되었다.
바우어는 헤겔철학의 방법론을 신학의 모든 분야에 적용하여 신학에서 역사적 방법론을 개발하였다. 이 방법론은 젤러(E. Zeller), 시베글러(A. Schwegler), 볼크마르(Volkmar) 등에 의해 계승, 발전되었다.

## 같이 보기
- 페르디난드 크리스챤 바우어
- 다비드 프리드리히 슈트라우스